# Diplotaxis pilipennis
Diplotaxis pilipennis är en skalbaggsart som beskrevs av Moser 1918. Diplotaxis pilipennis ingår i släktet Diplotaxis och familjen Melolonthidae. Inga underarter finns listade i Catalogue of Life.